# Chráněná přírodní památka
Chráněná přírodní památka bylo označení určené pro takové přírodní útvary (i upravované člověkem), ke kterým se vztahovala nějaká historická nebo společenská událost, pověst či báj (např. středověký důl). Nebyla určena pro použití plošně chráněných území v Československu užívaných v letech 1956 až 1992. 

## Historie
V letech 1955 – 1956 byly v Československu vydány zákony o státní ochraně přírody. Pro české země to byl zákon č. 40/1956 Sb., pro Slovensko obdobný č. 1/1955 Sb. Oba tyto, téměř stejné zákony, určily nové názvy a pojetí chráněných území v Československu. Vznikly tak tyto kategorie:
- Národní parky (NP)
- Chráněné krajinné oblasti (CHKO)
- Státní přírodní rezervace (SPR)
- Chráněná naleziště (CHN)
- Chráněné parky a zahrady (CHPZ)
- Chráněné studijní plochy (CHSP)
- Chráněný přírodní výtvor (CHPV)
- Chráněná přírodní památka (CHPP)

V nově přijatém zákonu v roce 1992 (zákon ČNR č. 114/1992 Sb.)   kategorie chráněná přírodní památka již definována není. Jednotlivé drobné lokality byly překategorizovány nejčastěji na přírodní památku.

## Chráněná přírodní památka
Tato kategorie byla určena pro neplošně chráněné přírodní výtvory, ke kterým se vázala nějaká báje, pověst, historická událost. Byla také používána pro stará báňská díla či pozůstatky lidské činnosti. Vyhlašování tohoto typu ochrany neprovádělo ministerstvo životního prostředí, ale okresní úřady České republiky (dříve okresní národní výbory).